# Таврійська область

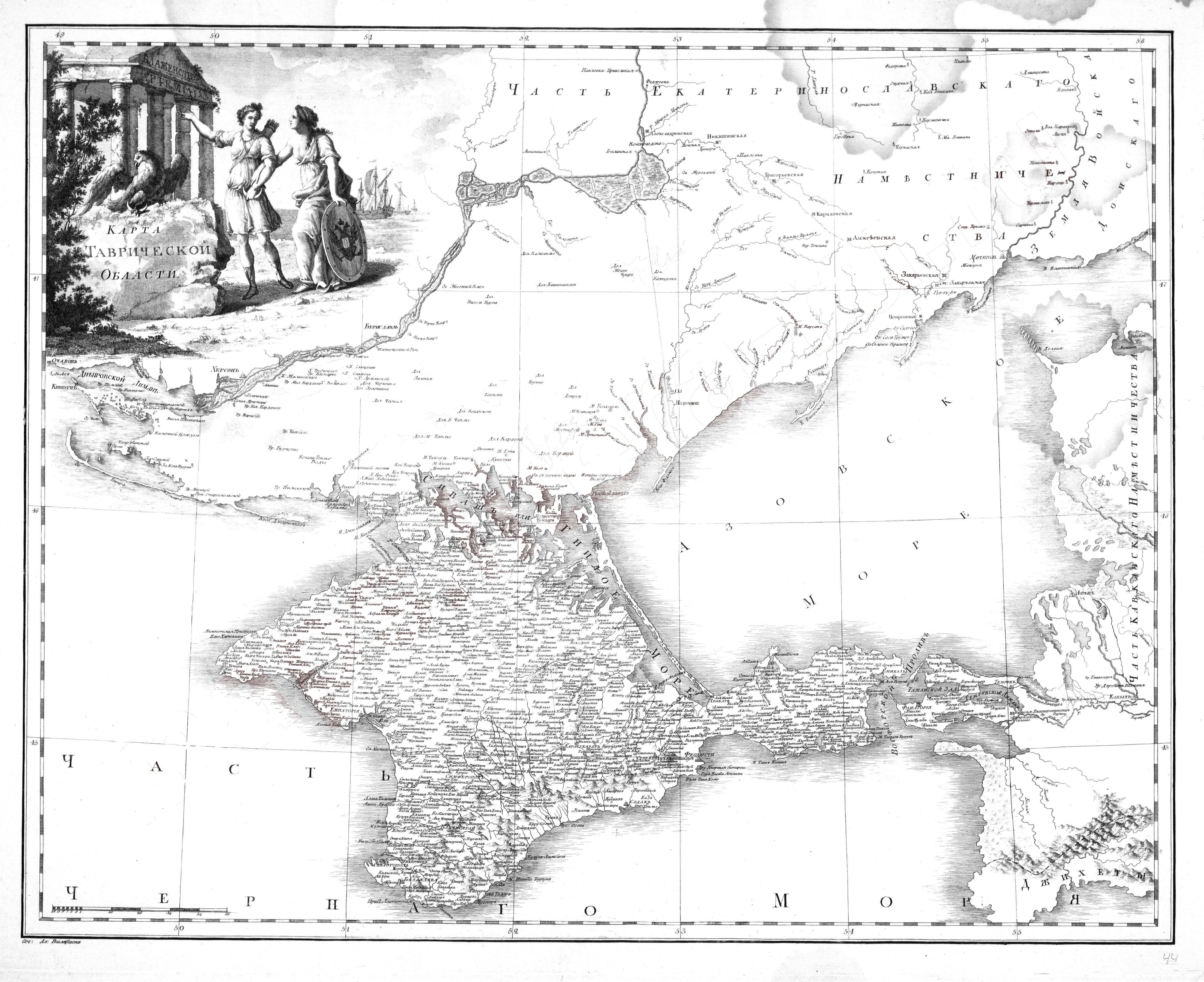
Карта області 1792 року

45°02′00″ пн. ш. 38°58′00″ сх. д. / 45.033333333333° пн. ш. 38.966666666667° сх. д.
Таврійська область — історична адміністративно-територіальна одиниця Російської імперії, утворена через рік після анексії Криму Росією указом імператриці Катерини ІІ від 2 (13 лютого) 1784 року.
Указом Павла І від 12 грудня 1796 року Таврійська область ліквідована, а її територія увійшла до складу Новоросійської губернії.

## Устрій
Область включала Кримський півострів, Тамань та землі на північ від Перекопу до меж Катеринославського намісництва.
За адміністративним поділом поділялась на 7 повітів: Сімферопольський, Левкопольський, Євпаторійський, Перекопський, Дніпровський, Мелітопольський і Фанагорійський.
На виконання указу Катерини ІІ Григорію Потьомкіну від 11 (19 лютого) 1784 року «Про устрій Таврійської області» в середині 1784 року почало діяльність обласне правління, обласна казенна палата.
У лютому 1787 року у ряді міст півострова (Сімферополь, Феодосія, Євпаторія, Перекоп, Севастополь, Боспор (Керч)) організовуються міські магістрати, які були нижчими інстанціями станового суду для міських жителів і відали всіма судовими і адміністративно-господарськими справами в містах, розглядом кримінальних справ, збором податків, проведенням рекрутської повинності. Керували діяльністю магістратів ради, в які входили бургомістр і 2—4 ратмани. Для контролю над їхньою діяльністю 2 березня 1787 року був створений Таврійський обласний магістрат. У містах меншого значення формувались аналогічні судово-поліцейські органи: Бахчисарайська, Карасубазарзькая, Старо-кримська міські ратуші.
28 травня 1787 року Указом Таврійського обласного правління "на підставі Ухвали Урядового Сенату, по рапорту генерал-фельдмаршала Катеринославського і Таврійського генерал-губернатора князя Григорія Олександровича Потьомкіна «були затверджені штати для присутствених місць Таврійської області».
При формуванні адміністративно-судових органів в Криму владі довелося зіткнутися з труднощами кадрового забезпечення. Це пояснювалося, в першу чергу, відсутністю своїх місцевих підготовлених кадрів на тільки що приєднаних територіях. Тому органи управління, зокрема судово-поліцейські, доводилося комплектувати з числа нечисленних чиновників військового і цивільного відомств, що знаходилися тут. Так, в Перекопі городничим був призначений секунд-майор Лепіцький, а головою суду повіту — підполковник Беляєв. Тому вже в процесі формування вказаних органів доводилося стикатися з некомпетентністю цілого ряду посадовців, їхньою непідготовленістю. Так, 13 квітня 1787 року замість коменданта Феодосії підполковника Блюма, що не справлявся з обов'язками, був призначений городничим капітан Алєксєєв. Проте, відразу ж після призначення, його довелося замінити «по нездатності» секунд-майором Лаушеном. Уряду доводилося направляти в область кадри з центральних губерній Росії. Так, 18 листопада 1787 року для вкомплектовування «присутствених місць» до Верхнього земського суду прибули чотири випускники «Сухопутного її імператорської величності шляхетського корпусу».
Поліцейські функції здійснювалися також штатними (гарнізонними) військовими командами (кінними і пішими), які розташовувалися в найбільш крупних містах (Сімферополі, Феодосії, Євпаторії, Керчі, Севастополі). Всім цим підрозділам залежно від губернії були встановлені певного кольору обмундирування.
Враховуючи важливе військово-стратегічне значення Криму і великий вплив Туреччини на татарське населення півострова, царський уряд прагнув викликати прихильність до себе нових підданих. 22 лютого 1787 року кримськотатарська знать була прирівняна до російського дворянства, а декілька пізніше кримські татари звільнялися від рекрутської повинності і «військового постою». У зв'язку з цим, при формуванні поліцейський-судових органів області, в них обов'язково включалися представники мусульманського духівництва і знаті. Так, засідателями Верхнього земського суду були призначені капітан Осман мурза, Кемаль-ага мурза, Нетча-ага мурза; обласним стряпчим казенних справ — колезький асесор Ібра-гим-ага; Сімферопольським справником повіту — Булат-бей; суддею Сімферопольського повітового суду — Черкес Мегмет-бей, а його засідателем — Хафіз мурза; обласним суддею совісного суду — статський радник Казнадер Мегмет-ага, як було відмічено в документах «старанний і здібний до цієї посади»; Сімферопольським бургомістром — Мус-ляддін Челябі, а його ратманами — мулла Мустафа, Елмалі Мустафа, Якуб-ага і інші. У судових засіданнях (розправах) в числі сільських засідателів обов'язково були присутні мусульманські татарські особи. Все рапорти, підписи і печатки вказані особи складали мусульманським (арабським) письмом з перекладом на російську мову.
Крім того, з числа кримських татар формувалися допоміжні військові формування «бейликів», які, в основному, виконували поліцейський-охоронні функції на півострові, зокрема, несли охорону ув'язнених під варту «колодників», конвоювали їх на судові засідання і до місць відбування покарання. Так, в лютому 1785 року в Карасубазарському каймаканстві був сформований дивізіон бейликів під командою секунд-майора Абдулли Велі. У архівних матеріалах відмічений випадок, коли в 1792 році бейлик Перекопського дивізіону Кулбада Ахмет був звинувачений у вбивстві місцевого цигана. Незважаючи на прохання командира дивізіону підполковника Мегмет-бея судити винного за «законом Аллаха» він був засуджений в судовому порядку згідно з кримінальними законами (за Військовими Артикулами Петра I і Указом Єлизавети I), що діяли, і направлений в заслання на каторгу в Нерчинськ. Під час розслідування командири обвинуваченого дали письмове поручительство російською і арабською мовами про здійснення строгого нагляду за ним з метою недопущення втечі. Тобто, відразу ж після анексії Криму Російською імперією імперське законодавство повною мірою замінило мусульманські (шаріатські) кримінальні закони.
До літа 1787 року всі основні органи державного управління на півострові були створені, і правитель Новоросійського краю Г. О. Потьомкін міг доповісти про це Катерині II під час її подорожі до Криму. Своїм Указом від 11 травня 1787 року Таврійський обласний правитель В. В. Каховський зобов'язав «В час Високого Її Імператорської Величності ходу в Сімферопольський палац у всіх присутствених місцях панам присутнім, всім посадовцям для всепідданського уклону бути готовим».

### Оцінка імператриці
Відвідини Криму справили на Катерину II і її супроводжуючих осіб велике враження. Вона високо оцінила діяльність не тільки свого фаворита Потьомкіна, але і цілого ряду чиновників. «Її Імператорською Величністю були нагороджені посадовці Таврійської області і штатних військових команд орденом Святого князя Володимира 2-го ступеня — В. В. Каховский, 3-го ступеня — полковник Попов, 4-го ступеня — обер-квартирмейстери А. Федоров, барон Іоган Тізенгаузен, барон Карл Мара-оді, А. Шостак, капітан артилерії Дашков, секунд-майор Еммануїл де Рібас, директор Карл Табліц (віце-правитель області), митний радник К. Мавроді, директор монетного двору Іван Заблер, прокурор Верхньої розправи А. Таранов».

## Вище керівництво
- 1784 — 5 грудня 1791 — Потьомкін Григорій Олександрович — генерал-губернатор;
- 1784 — 1787 — Ширинський Меметша бей — обласний предводитель дворянства;
- 1784 — 1788 — Каховський Василь Васильович — губернатор;
- 1789 — 1796 — Жегулін Семен Семенович — губернатор;
- 25 липня 1792 — 6 грудня 1796 — Зубов Платон Олександрович — генерал-губернатор[4].

## Герб

Герб області

Герб області затверджений 8 березня 1784 року: У золотому полі двоголовий орел, на грудях якого в блакитному полі золотий восьмиконечний хрест, що означає, що хрещення всієї Русі сталось через Херсонес; хрест же поставлений в державному гербі для того, що і він присланий від Грецьких Імператорів до Росії тоді, коли хрещення було сприйнято Великими Князями.